# 安比亞 (印第安納州)
安比亞（英語：Ambia）是位於美國印第安納州本頓縣的一個城鎮。

## 地理
安比亞的座標為40°29′24″N 87°30′58″W / 40.49000°N 87.51611°W，而該地最高點為海拔高度223米（即732英尺）。

## 人口
根據2010年美國人口普查的數據，安比亞的面積為0.38平方千米，皆為陸域。當地共有人口239人，而人口密度為每平方千米628人。